# El desentierro
El desentierro és una pel·lícula coproducció d'Espanya i l'Argentina dirigida per Nacho Ruipérez i protagonitzada per Michel Noher, Leonardo Sbaraglia i Jan Cornet. Va ser estrenada el 10 de novembre de 2018.

## Sinopsi
L'aparició d'una albanesa en un poble provoca que Jordi, arribat de l'Argentina per a assistir a l'enterrament d'un important Conseller, dispara la recerca del passat del seu pare Pau i al qual tothom dona per mort. L'ajuda el seu cosí Diego, un escriptor errant que viu retirat. Junts emprendran a contrarellotge la cerca de Pau.

## Repartiment
- Michel Noher com Jordi
- Leonardo Sbaraglia com Pau
- Jan Cornet com Diego
- Jelena Jovanova com Vera
- Nesrin Cavadzade com Tirana
- Arben Bajraktaraj com Vincent
- Cristina Fernández Pintado com Inspectora
- Francesc Garrido com German Torres
- Sanghmitra Hitaishi com Nahid
- Anna Ivic com Yelena
- Bianca Kovacs com Vanessa
- Juanma Mallen
- Florin Opritescu com Leandro
- Raúl Prieto com Richi
- Jordi Rebellón com Félix
- Isabel Requena
- Valeria Schoneveld com Vera Nena
- Ana Torrent com Dora

## Crítiques
| «                                                                  | "Les trames es bifurquen i s'enriqueixen amb les corresponents històries d'amor, buscant situacions de violència que impressionin a l'espectador (…) Puntuació: ★★ (sobre 5)" | » |
| — El desentierro: rastro culpable per Francisco Marinero, El Mundo | |   |

| «                                                                                              | "Una estructura narrativa que alterna de manera enutjosa el present i un passat de corrupció (...) i els salts i vaivens que comporta, acaba per resultar irritant, incorre en contínues explicacions alhora redundants i confuses (…) Puntuació: ★★ (sobre 5)" | » |
| — Crítica de «El desentierro»: Oscura historia de violencia per Antonio Weinrichter: Diari ABC | |   |

## Nominacions i premis
Va ser la gran triomfadora en la 1a edició dels Premis de l'Audiovisual Valencià on va guanyar sis premis (Millor Pel·lícula de Ficció, Millor Director, Millor Guió, Millor Muntatge, Millor Direcció Artística i Millor Direcció de Producció).